# Lecane jaintiaensis
Lecane jaintiaensis is een raderdiertjessoort uit de familie Lecanidae. De wetenschappelijke naam van deze soort is voor het eerst geldig gepubliceerd in 1987 door Sharma.